# Heliga Treenighetens rumänsk-ortodoxa kyrka
Heliga Treenighetens rumänsk-ortodoxa kyrka (serbiska: Румунска православна црква Светог Тројства/Rumunska pravoslavna crkva Svetog Trojstva, rumänska: Biserica Ortodoxă Română Sfânta Treime) är en rumänsk-ortodox kyrkobyggnad belägen i Deliblato i provinsen Vojvodina i Serbien. 
Kyrkan är helgad åt Treenigheten.

## Historia
Heliga Treenighetens rumänsk-ortodoxa kyrka började byggas 1927 och stod färdig två år senare.

## Bilder

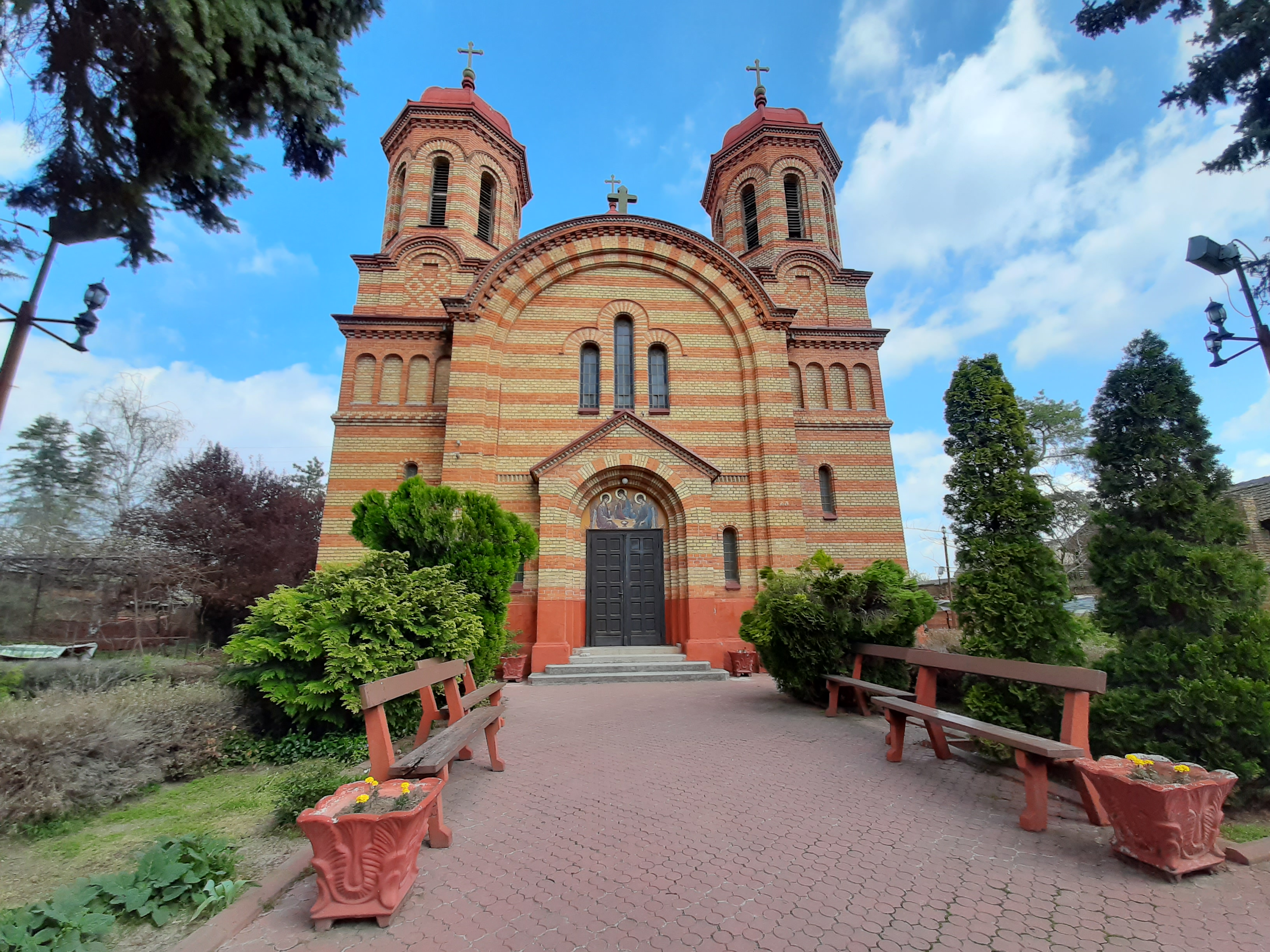
Kyrkans framsida.